# Třebušice (stacja kolejowa)
Třebušice – stacja kolejowa w miejscowości Most, w kraju usteckim, w Czechach. Znajduje się na wysokości 240 m n.p.m.
Jest zarządzana przez Správę železnic. Na stacji nie ma możliwości zakupu biletów, a obsługa podróżnych odbywa się w pociągu.

## Linie kolejowe
- 130 Ústí nad Labem - Chomutov